# Crimidine
Crimidine (ISO-naam) is een convulsans, een middel dat krampen en/of epileptische aanvallen veroorzaakt. Het is een snelwerkende, zeer toxische stof. De letale dosis voor mensen bij orale inname is wellicht minder dan 5 milligram per kilogram lichaamsgewicht. Crimidine wordt gebruikt als rodenticide in lokvoer om muizen of woelratten te verdelgen. Het gehalte aan crimidine in de lokkorrels is 0,1%. Castrix is een commercieel product met crimidine.
Crimidine is een antagonist van vitamine B6 (pyridoxal). Enkele uren na het innemen van crimidine verschijnen de eerste symptomen van vergiftiging: braken, verstoring van het evenwicht, gevolgd door epileptische aanvallen die elkaar met tussenpauzes opvolgen. Zonder behandeling zal het dier sterven tijdens een van deze aanvallen. Vitamine B6 is het specifieke tegengif voor crimidine.